# Raimundo Duprat
Raimundo da Silva Duprat (Recife, 11 de dezembro de 1863 — São Paulo, 17 de maio de 1926) foi um político brasileiro. Era conhecido também como barão de Duprat, título agraciado pelo Papa Pio X.
Foi vereador, atuando como presidente da Câmara Municipal de São Paulo. Foi eleito indiretamente por seus pares para o cargo de Prefeito de São Paulo, exercendo-o de 16 de janeiro de 1911 a 14 de janeiro de 1914.
Descendente paterno de franceses e materno de italianos, era sobrinho do comendador Luís Armand Duprat e do visconde Carlos Eduardo Duprat. Morou em Recife, no Rio de Janeiro e em Santos e mudou-se para São Paulo no início da vida adulta e, além da atuação na vida pública, trabalhou como contador, administrador e comerciante dono de uma gráfica.
Foi eleito vereador e depois prefeito. Seu mandato como prefeito é marcado por um acelerado processo de modernização e urbanização na cidade de São Paulo. Dentre as obras mais marcantes do seu mandato destacam-se a construção do Belvedere Trianon, do viaduto Santa Ifigênia e também a urbanização do Vale do Anhangabaú.
Sua gestão repercutiu negativamente entre arquitetos e urbanistas de São Paulo por conta da opção de entregar os principais projetos de urbanização de São Paulo ao francês Joseph-Antoine Bouvard. Essa série de medidas foi chamada pelo escritor Roberto Pompeu de Toledo de "projeto Bouvard".

## Família e formação
Raimundo da Silva Duprat nasceu na cidade de Recife em 11 de dezembro de 1863. Filho de Bernardino de Augusto Duprat e Cândida de Carvalho, viveu a infância e parte da adolescência na capital de Pernambuco e depois migrou junto da família para a cidade do Rio de Janeiro.
A família Duprat antecipou-se ao fluxo migratório do nordeste para o sudeste, uma vez que na década 1870 o nordeste tinha quase metade da população do Brasil. De acordo com o primeiro censo populacional realizado no Brasil, em 1872, a população do estado de Pernambuco à época (841.539) era quase igual à do estado de São Paulo (837.354).
A chegada de Duprat ao Rio de Janeiro se deu em 1880, aos 17 anos. No Rio de Janeiro, Duprat trabalhou no banco do seu tio, o Visconde de Duprat. Viveu pouco tempo no Rio de Janeiro e ainda morou na cidade de Santos antes de chegar à São Paulo.
Raimundo Duprat se mudou para São Paulo em 1882 onde iniciou sua trajetória de comerciante. Trabalhou também como ator, se apresentando em algumas peças no Theatro São José. Em Recife ele já havia se apresentado no Teatro de Santa Isabel.
Foi também contador da  Companhia Industrial de São Paulo e membro da Associação Comercial. A carreira de comerciante teve início em 1902, quando ele abriu junto do irmão Alfredo Duprat a Tipografia & Papelaria Duprat e Cia.
À época, os tipógrafos eram raros em São Paulo. Estudos recentes registram 200 oficinas tipográficas na cidade entre 1827 e 1927. A Tipografia Duprat funcionava na Rua 25 de Março e fechou as portas no início dos anos 1930, tendo o local permanecido em funcionamento mesmo durante a gestão de Raimundo Duprat na prefeitura de São Paulo. A atuação como comerciante lhe rendeu prestígio e a possibilidade de ingressas na vida pública.
Nos primeiros anos de vida adulta, recebeu o título nobliárquico de barão por parte da Santa Sé por meio do Papa Pio X. Mesmo com o fim do período monárquico, tais títulos foram mantidos.

## Entrada na política
Lançou-se candidato a vereador da cidade de São Paulo pela primeira vez nas eleições de 1905. Filiado ao Partido Republicano Paulista, conseguiu uma cadeira na Câmara Municipal. Em 1907, candidatou-se novamente ao cargo e foi reeleito, agora como o vereador mais votado da cidade. A condição de primeiro colocado nas urnas lhe credenciou a candidatar-se à presidência da Câmara dos Vereadores na legislatura 1908-1911. A votação foi realizada no dia 15 de janeiro de 1908, o dia da posse dos novos vereadores. Duprat recebeu apenas um voto contra 14 do vencedor, o vereador Correa Dias. Duprat fez parte da comissão de finanças da Câmara.
Mesmo tendo sido derrotado na eleição para a presidência da Câmara, o barão de Duprat seguiu consolidado como um dos políticos mais influentes da cidade. Dessa forma, com o estabelecimento da eleições indiretas para a prefeitura da cidade em 1911, Duprat foi eleito pelos vereadores da cidade o sucessor do prefeito Silva Prado no mandato que se iniciaria em 1911. À época os mandatos de prefeito duravam apenas um ano. Duprat foi eleito outras três vezes e se manteve no cargo até 1914.

## Prefeitura de São Paulo

### Eleição indireta e posse
No dia 15 de janeiro de 1911 tomaram posse os vereadores eleitos para a nova legislatura na cidade de São Paulo. Dois desses vereadores se candidataram ao cargo de prefeito: Raimundo Duprat e Horta Junior. A votação foi realizada entre os próprios membros da Câmara Municipal e Raimundo Duprat foi o vencedor com 12 votos contra apenas um de Horta Junior. Sampaio Viana foi eleito vice-prefeito.
A cerimônia de posse aconteceu já no dia seguinte, 16 de janeiro de 1911. Mais de 800 funcionários da Companhia Industrial, typographia e lithografia Duprat se reuniram na Rua Florencio Abreu por volta das 19 horas e 30 minutos para demonstrar apoio ao novo prefeito da cidade. Eles partiram acompanhados de uma banda até o salão Lyra, no Largo do Paissandu, onde Duprat os aguardava para a posse. O prefeito iniciou a cerimônia às 20 horas e iniciou definitivamente o seu governo depois de breves discursos.
Sua chegada à prefeitura deve-se em grande parte aos esforços de Manuel Joaquim de Albuquerque Lins dentro do Partido Republicano Paulista. Essa aliança lhe permitiu chegar à prefeitura, uma vez que Albuquerque Lins exercia à época o cargo de presidente do estado de São Paulo. Por outro lado, o alinhamento com o presidente do estado de São Paulo lhe colocou em oposição a importantes figuras dentro do partido. Como o PRP era o partido dominante, elegendo todos os prefeitos e vereadores, as disputas eram travadas dentro do próprio partido e, assim, Duprat foi desde o início bastante criticado.

### Desafios e obras

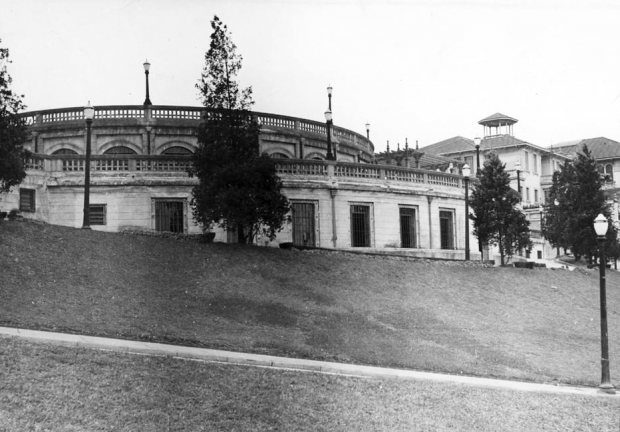
Belvedere Trianon, c. 1920. A estrutura, hoje demolida e ocupada pelo MASP, foi construída na gestão de Duprat.

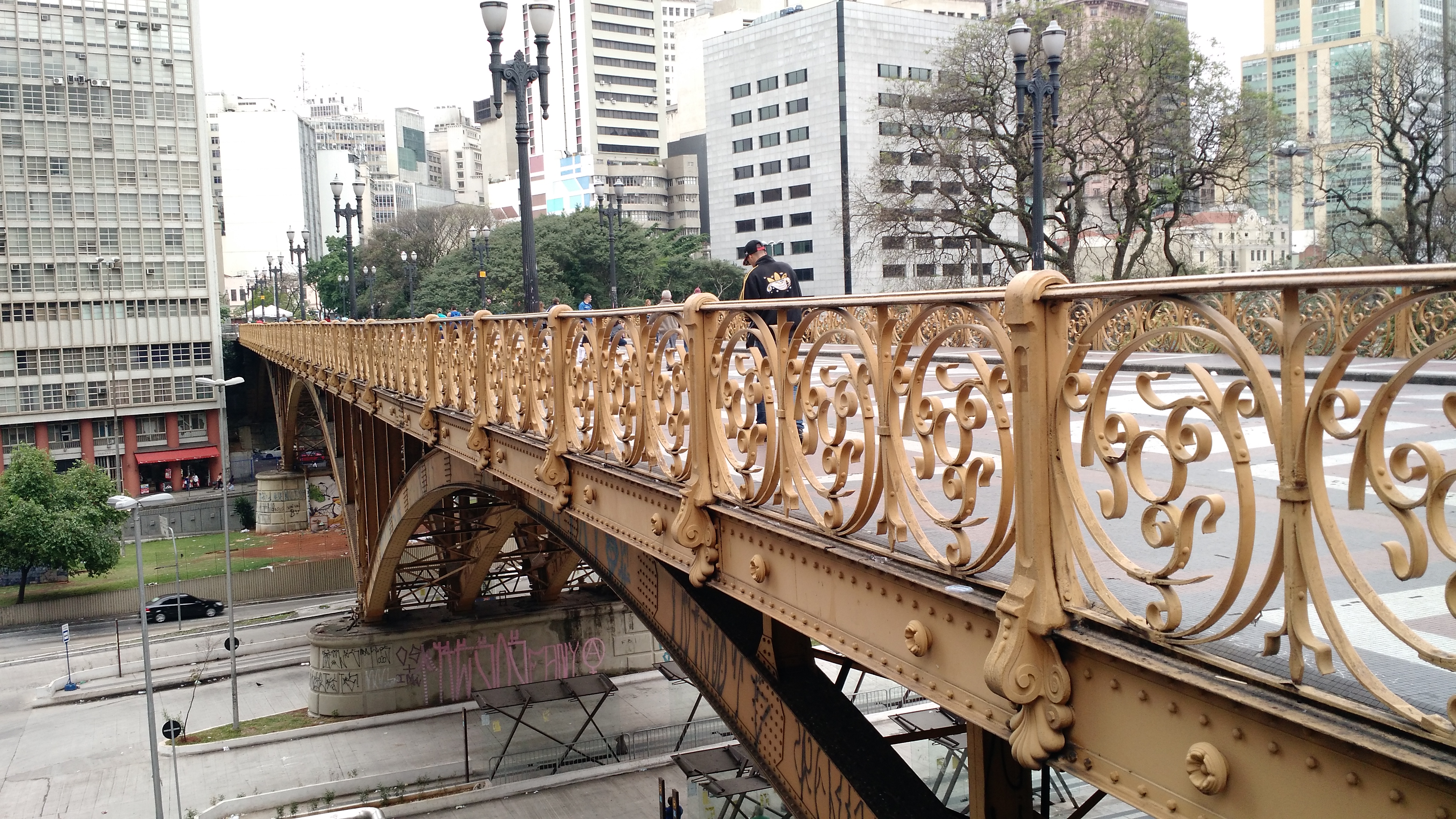
Viaduto Santa Ifigênia, inaugurado em setembro de 1913.

O mandato de Raimundo Duprat lhe colocava grandes desafios. No dia da eleição indireta, 15 de janeiro de 1911, o sr. Gabriel Dias da Silva leu no início da sessão solene um relatório onde destacava as dificuldades na gestão do município diante de um orçamento considerado por ele insuficiente para as obras que se realizavam em São paulo naquele momento.
Além disso, a cidade, com uma população maior a cada dia, enfrentava um colapso na circulação de carros e pessoas em sua região central e necessitava com urgência de um plano que desafogasse as vias centrais com o alargamento das ruas perimetrais e a ligação com o outro lado do Vale do Anhangabaú.
Em 1900, ainda no início da República no Brasil, a cidade de São Paulo tinha 239.820 habitantes. Em 1920, já seis anos depois do fim da gestão Duprat, a população de São Paulo era de 579.023 habitantes. Em 20 anos, a população mais que dobrou. Esse crescimento populacional se transformou no grande desafio de todos os prefeitos que ocuparam o posto, especialmente pela necessidade de descentralizar a cidade, o que dependia fundamentalmente de mudanças bruscas na dinâmica do município.
Ainda assim, o mandato de Raimundo Duprat foi marcado por uma intensa modernização da cidade e pela conclusão de obras inacabadas durante a gestão Silva Prado, sendo a principal delas o viaduto Santa Ifigênia. Outras características da sua gestão foram o alargamento de ruas, projeto esse também iniciado no período de governo de Silva Prado.
Um dos problemas enfrentados por sua gestão foi o aumento no fluxo de veículos que trafegavam nas ruas da cidade. Por isso, em 1992, foi decretado o ato 446, que determinava que "na Rua do Carmo, entre a Floriano Peixoto e a travessa da Sé, todos os veículos só trafegam na mesma direção dos bondes elétricos".
As principais obras da sua gestão foram a finalização do viaduto Santa Ifigênia, o alargamento da Rua Libero Badaró, a transformação no que se tornaria a Avenida São João e a construção do Parque Trianon.
Iniciou-se também em sua gestão um processo de verticalização no município. Os estudiosos estrangeiros que visitavam a cidade apontavam problemas graves na ocupação do território urbano. Um visitante francês, não identificado, mostrou-se surpreso com as condições da cidade: '"Quando da minha chegada a São Paulo, uma coisa, entre mil outras, me impressionou particularmente a extensão da cidade - um quociente excessivo de quilômetros quadrados para uma população de 550 mil habitantes. E se se considera o tempo que se leva para ir de norte a sul, de leste a oeste, fica-se simplesmente estupefato - sobretudo com bondes que param a cada 40 metros. (...) O remédio para essa situação? Um só. Recuperar em altura o que se perdeu em largura"'.

### Projeto Bouvard

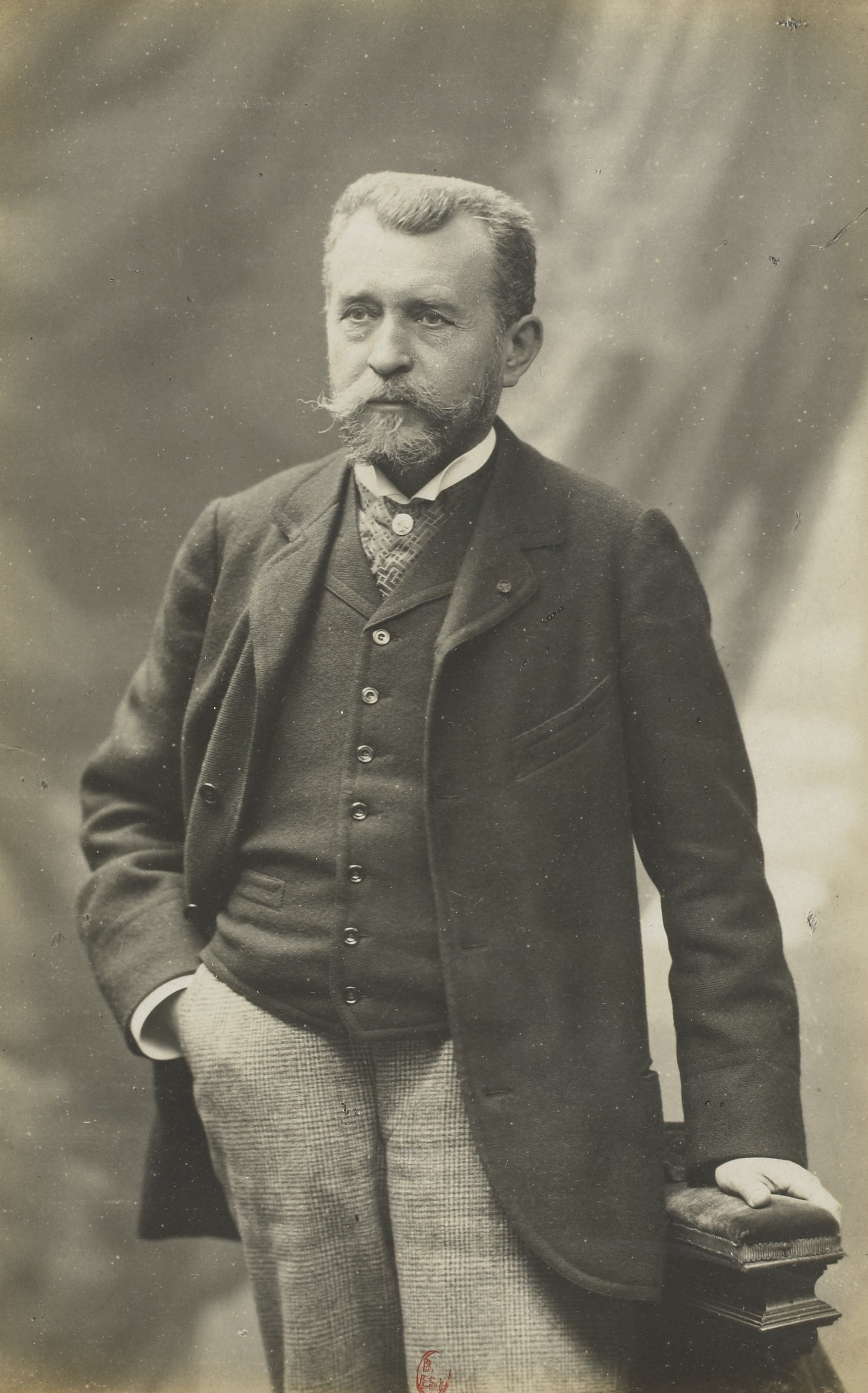
O arquiteto francês Joseph-Antoine Bouvard, contratado por Duprat para sua remodelação de São Paulo.

As principais polêmicas da gestão Duprat possuem relação com o projeto de desenvolvimento planejado da cidade de São Paulo. Desde o fim do século XIX a cidade era objeto de vários estudos para sua expansão e desenvolvimento, à medida que nos primeiros 20 anos do século XX a população dobrou de tamanho.
Desde o fim da gestão Silva Prado havia dois projetos de desenvolvimento: um assinado por Alexandre Albuquerque e outro pela dupla de engenheiros Victor da Silva Freire e Eugenio Guilhem. O projeto de Albuquerque contava com o apoio do governo e se diferenciava principalmente por apostar em uma reurbanização do centro da cidade e não apenas pela construção de novos loteamentos como no plano Freire-Guilhem. Ou, como diz Roberto Pompeu de Toledo no livro A Capital da Vertigem, a intenção era recriar em São Paulo o desenvolvimento urbano de Paris.
Por outro lado, o plano Albuquerque estava orçado em 160.000:000$00 (160 milhões de réis) e necessitava de um empréstimo de 40.000:000$00 (40 milhões de réis) junto do governo estadual. Já o plano Freire-Guilhem, focado em soluções imediatas e de menor impacto na construção da cidade, estava orçado em apenas 13.700:000$00 (13 milhões e 700 mil réis), 12 vezes a menos. Praticamente todo o orçamento seria destinado com as desapropriações necessárias ao projeto.
Diante disso, permaneceu o impasse quanto aos dois projetos. A solução encontrada por Raimundo Duprat foi recorrer ao arquiteto francês Joseph-Antoine Bouvard. Inicialmente pensado como uma espécie de árbitro para o conflito entre os projetos Albuquerque e Freire-Guilhem, ele acabou por criar um terceiro projeto, mais amplo, desafogando o triângulo central da cidade. O projeto foi levado a cabo de maneira gradual e sempre com a necessidade de intensas articulações com a elite aristocrática da cidade, afetada em parte pelas mudanças impostas pelo Projeto Bouvard.
Também eram muitas as reclamações quanto ao impacto dos projetos aos mais pobres. A aprovação do Plano Bouvard veio acompanhada da aprovação da lei de desapropriação. No projeto de reurbanização da cidade, um dos itens demonstrava preocupação com as paisagens onde estariam erguidas as grandes construções como, por exemplo, o Theatro Municipal de São Paulo, inaugurado em 11 de setembro de 1911, já na gestão Duprat. O vereador Silva Teles apontava as residências próximas ao futuro Theatro como uma '"fila repugnante de fundos das velhas e primitivas habitações"'. Essa fi uma das áreas mais afetadas pelas desapropriações.
Grande parte dos planos do projeto Bouvard viriam posteriormente a ser abreviados em função das consequências, principalmente financeiras, da Primeira Guerra Mundial.

### Alargamento da Rua São João

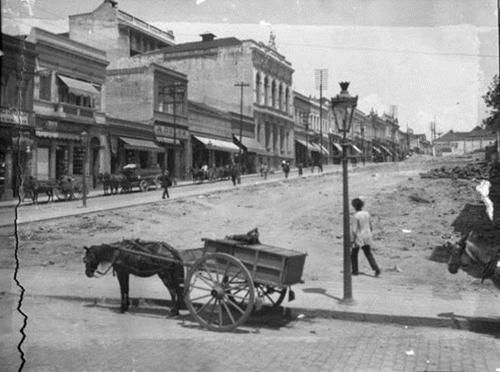
A Rua São João (futura Avenida) em obras de alargamento, 1915.

No livro A Capital da Vertigem, o escritor Roberto Pompeu de Toledo fala sobre outro dos projetos polêmicos implementados pela gestão Raimundo Duprat. Em 1912 foi criada uma lei que determinava um alargamento de 30 metros da então Rua São João, via importante que levava a outros pontos da cidade e até ao interior do estado, transformando-a assim em avenida. '"A rua apresentava potencialidades boas demais para continuar estreita e modesta"', explica Roberto Pompeu de Toledo.
O projeto de Raimundo Duprat consistia em alargar a via em 30 metros desde a praça Antonio Prado até a Rua das Palmeiras. A inspiração eram os bulevares Paris. A obra, no entanto, não chegou a ser concluída durante a gestão Duprat e esteve cercada de controvérsias, com muitas críticas quanto às desapropriações e aos indesejáveis efeitos possíveis do crescimento desenfreado na cidade.

### Críticas da imprensa
Duprat foi bastante criticado ao longo de sua gestão pelos mais variados órgãos de imprensa. Um deles foi a revista O Pirralho, de Oswald de Andrade. Dentre as muitas críticas, a publicação chegou a dizer que Duprat era "execrado e abominado por todo paulista de bom senso" e que "nada fez em favor do município".

## Anos finais
Terminado o seu mandato como prefeito de São Paulo, o barão de Duprat se elegeu outras quatro vezes vereador e presidente da câmara dos vereadores em 1914, 1917, 1920 e 1923. Permaneceu atuando na casa até enfrentar os problemas de saúde que o levariam à morte. Apesar do prestígio político, não reunia grandes posses no fim da sua vida pública. A crise financeira se acentuou a partir de 1924, quando a Tipografia Duprat foi destrupida por um bombardeio provocado pelas tropas federais durante o Levante Tenentista.
Morreu às 21 horas e 30 minutos do dia 17 de maio de 1926, aos 63 anos, deixando a esposa, a baronesa de Duprat, e dois filhos: Raimundo Duprat Filho e Heduwiges Duprat Cardoso. Deixou ainda cinco netos. Faleceu em sua casa, no número 43 da Avenida Angélica, no bairro de Santa Cecília. Está enterrado no Cemitério da Consolação.
Quando foi comunicada a morte de Raimundo Duprat, políticos e personalidades paulistanas da época foram até a residência da família para prestar condolências. O corpo foi velado na própria residência um dia depois da morte do barão, às 8 horas da manhã do dia 18 de maio de 1926. Seu sucessor na prefeitura, Washington Luís, não compareceu mas enviou como representante o Dr. Victor Luís Pereira de Sousa. O cortejo fúnebre partiu em direção ao Cemitério da Consolação às 17 horas. Em nome da União dos Funcionários Municipaes, o dr. Gilberto Vidigal proclamou um discurso em homenagem ao barão:

Quando, senhores, sobre a frieza de um corpo humano, desce o mármore que lhe vai encerrar os restos mortais, creio eu não ser o ensejo propício a celebração dos feitos e vitórias de luta empenhados na terra por seu espírito, já de asas amplamente abertas. (...) Não se vai exaltar aqui o modelar administrador de São Paulo até 1914, quando a interferência pública já esquadrava o esforço hercúleo das iniciativas particulares, marco inicial do impulso estupendo dessa formosa metrópole. (...) Há de perdurar por largo tempo no meio de nós a imagem do Barão Raimundo Duprat, cujo espírito, mais leve, vencerá glorioso as caminhadas etéres do Além já que foi na terra, com pertinaz constância, o modelo de quem ambicionou a felicidade alheia, procurando o bem e realizando, como melhor podia, a Justiça e a Bondade
Por iniciativa do então prefeito José Pires do Rio foi encerrado o expediente na prefeitura de São Paulo. Foram também suspensas as aulas em instituições importantes como a Escola de Comércio Álvares Penteado e a Escola de Comércio Bernardino de Campos.

## Legado
Dá nome à Rua Barão de Duprat, localizada na região da Rua 25 de Março, na região central de São Paulo. O logradouro e o próprio político são citados no romance Um solitário à espreita, do escritor brasileiro Milton Hatoum.